# Running on Air
Running on Air é uma canção do cantor Nathan Trent. Ele representou a Áustria no Festival Eurovisão da Canção 2017. A canção foi apresentada na 2ª semifinal, a 11 de maio, conseguindo passar à final, em 7º lugar com 147 pontos. Na final, não foi além do 16º lugar com 93 pontos.